# Villemomble Sports
Villemomble Sports, właśc. Villemomble Sports Football – francuski klub piłkarski z siedzibą w Villemomble.

## Historia
Klub został założony w 1922. W swojej historii występował przez jeden sezon w trzeciej lidze, w edycji 2007/2008, zajął w niej wówczas 18. miejsce i spadł do czwartej ligi.

## Reprezentanci kraju grający w klubie
Stan na grudzień 2023
|  | - Fousseni Bamba - Ousmane Sidibé - Mickaël Germain - Charles Léa - Ben Ahmed Attoumani - Djaouhari Gaston M’Belizi - Charlin Bouétoutelamio - Camille Oponga - Mahamadou Samassa |  | - Mustapha Yatabaré - Abdellah Kharbouchi - Grégory Arnolin - Steeve Penel - Josué Balamandji - Carlos Moreira - Mickaël Clio - Jonathan Tokplé - Daniel Yeboah |